# Leary (Texas)
Leary è un centro abitato degli Stati Uniti d'America, situato nella contea di Bowie dello Stato del Texas.

## Società

### Evoluzione demografica
Secondo il censimento del 2000, c'erano 555 persone, 223 nuclei familiari, e 177 famiglie residenti nella città. La densità di popolazione era di 214,7 persone per miglio quadrato (83,1/km²). C'erano 240 unità abitative a una densità media di 92,9 per miglio quadrato (35,9/km²). La composizione etnica della città era formata dal 92,07% di bianchi, il 5,77% di afroamericani, lo 0,54% di nativi americani, lo 0,36% di asiatici, lo 0,36% di altre etnie, e lo 0,90% di due o più etnie. Gli ispanici o latinos di qualunque razza erano l'1.08% della popolazione.
C'erano 223 nuclei familiari di cui il 27,4% avevano figli di età inferiore ai 18 anni, il 62,3% erano coppie sposate conviventi, l'11,7% aveva un capofamiglia femmina senza marito, e il 20,6% erano non-famiglie. Il 19,7% di tutti i nuclei familiari erano individuali e il 9,0% aveva componenti con un'età di 65 anni o più che vivevano da soli. Il numero di componenti medio di un nucleo familiare era di 2,49 e quello di una famiglia era di 2,82.
La popolazione era composta dal 20,5% di persone sotto i 18 anni, il 7,2% di persone dai 18 ai 24 anni, il 24,9% di persone dai 25 ai 44 anni, il 31,0% di persone dai 45 ai 64 anni, e il 16,4% di persone di 65 anni o più. L'età media era di 44 anni. Per ogni 100 femmine c'erano 92,7 maschi. Per ogni 100 femmine dai 18 anni in giù, c'erano 90,9 maschi.
Il reddito medio di un nucleo familiare era di 33.295 dollari, e quello di una famiglia era di 36.071 dollari. I maschi avevano un reddito medio pro capite di 29.196 dollari contro i 16.250 dollari delle femmine. Il reddito medio pro capite totale era di 14.898 dollari. Circa il 9,8% of famiglie e l'11,2% della popolazione erano sotto la soglia di povertà, incluso il 18,3% di persone sotto i 18 anni e il 7,2% di persone di 65 anni o più.